# Gonzalo Restrepo Restrepo
Gonzalo Restrepo Restrepo (Urrao, Colombia, 8 de agosto de 1947) es un eclesiástico colombiano de la Iglesia católica. Fue obispo auxiliar de Cali, obispo de Girardota y luego arzobispo de la Arquidiócesis de Manizales.

## Vida y obra
Nació el 8 de agosto de 1947 en el municipio de Urrao (departamento de Antioquia), territorio de la Arquidiócesis de Santa Fe de Antioquia. Realizó sus estudios secundarios en el Seminario Menor de Medellín, y los de filosofía y teología en el Seminario Mayor de Medellín. Recibió la ordenación sacerdotal el 1 de junio de 1974. Obtuvo el doctorado en Filosofía en la Pontificia Universidad Gregoriana de Roma. Ha sido vicario parroquial, párroco, profesor del Seminario Mayor de Medellín y de la Universidad Pontificia Bolivariana -U.P.B.-. 
Fue fundador de la Facultad Eclesiástica de Filosofía de la U.P.B. y decano de la misma entre 1980 y 1984 y nuevamente desde 1994 a 1997, cuando fue nombrado rector de la U.P.B., cargo que desempeñó desde 1996 hasta de 2003. El 12 de diciembre de 2003, el papa Juan Pablo II lo nombró obispo auxiliar de Cali y titular de Munatiana. Recibió la ordenación episcopal el 11 de febrero de 2004 de manos del entonces arzobispo de Medellín, monseñor Alberto Giraldo Jaramillo.
El 11 de julio de 2006 el papa Benedicto XVI lo nombró obispo de la población de Girardota. El 29 de julio de 2006 tomó posesión canónica de la sede en solemne ceremonia en la Catedral de Nuestra Señora del Rosario. Por su parte, el 16 de julio de 2009 fue nombrado arzobispo coadjutor de Manizales y administrador apostólico de Girardota. El 7 de octubre del mismo año se instaló como arzobispo coadjutor, cargo que desempeñó hasta el 7 de octubre de 2010, cuando tomó posesión oficial de la sede de Manizales.
El papa Francisco aceptó su renuncia el 6 de enero de 2020.
| Predecesor: Darío Múnera Vélez          | Rector Universidad Pontificia Bolivariana 1996 – 2003                       | Sucesor: Luis Fernando Rodríguez Velásquez |
| Predecesor: -                           | Obispo Auxiliar de Cali 2004-2006                                           | Sucesor: -                                 |
| Predecesor: Héctor Ignacio Salah Zuleta | Obispo de Girardota 29 de julio de 2006 – 16 de julio de 2009               | Sucesor: Guillermo Orozco Montoya          |
| Predecesor: -                           | Arzobispo Coadjutor de Manizales 16 de julio de 2009 – 7 de octubre de 2010 | Sucesor: -                                 |
| Predecesor: Fabio Betancur Tirado       | Arzobispo de Manizales 7 de octubre de 2010 – 6 de enero de 2020            | Sucesor: José Miguel Gómez Rodríguez       |